# A2 (motorväg, Slovenien)

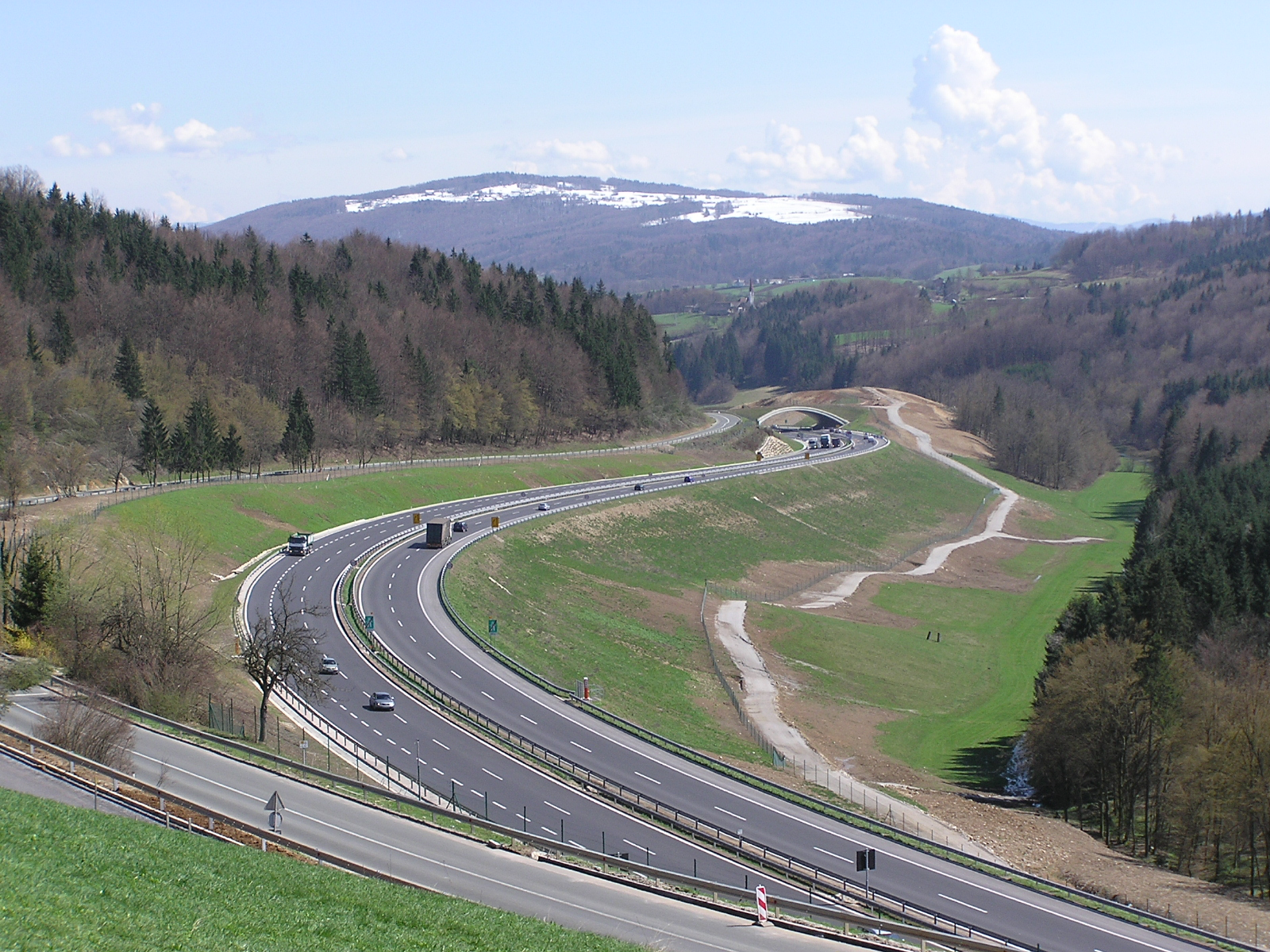
A2

A2 är en motorväg i Slovenien från gränsen till Kroatien som går via Ljubljana och vidare till gränsen till Österrike. Motorvägen passerar Novo Mesto, Kranj och Jesenice. En stor del av denna motorväg är en del i en längre motorväg som går mellan bland annat Ljubljana och Belgrad. Denna motorväg byggdes under den tid då Jugoslavien existerade och byggdes under ledning av landets dåvarande president Tito. Motorvägen ingick i det vägprojekt som Tito kallade vägen för broderskap och enande och avsikten var att knyta ihop hela landet med motorvägar och att även länka ihop dessa motorvägar med det dåvarande Jugoslaviens grannländer. Denna motorväg blev också mycket viktig för trafiken i stora delar av Europa då den utgjorde en viktig genomfartsförbindelse för internationell trafik. Under de krig pågick på Balkan under 1990-talet förlorade denna motorväg en del av denna betydelse då den internationella trafiken valde alternativa vägar istället. Slovenien var visserligen inte lika utsatt land i dessa krig men blev ändå delvis påverkat av dessa händelser. Idag har motorvägen åter fått samma stora betydelse för internationell trafik som den hade före krigen då den internationella trafiken har återvänt till denna sträcka.